# Corazón (programma televisivo)
D Corazón è un programma televisivo spagnolo (il cui genere può considerarsi tra il rotocalco e il costume), trasmesso dal 7 luglio 1997 su La 1.

## Format
Il programma vuole informare sui principali eventi della vita sociale. Il presentatore ha il compito di dare spazio ai vari servizi e commentarli. L'obiettivo del programma è quello di informare e il tono usato dal presentatore cerca di allontanarsi dal sensazionalismo che viene attribuito ad altri programmi televisivi.

## Storia della trasmissione
Corazón ha preso il via il 7 luglio 1997 con la conduzione di Anne Igartiburu. La trasmissione andava in onda dal lunedì al venerdì prima della prima edizione del Telediario. Durante le prime 11 edizioni, il nome del programma variava a seconda della stagione dell'anno in cui ci trovavamo (Corazón de primavera, Corazón de verano, Corazón de otoño y Corazón de invierno).
Il 25 agosto 2008, il programma ha cambiato il suo nome in Corazón e ha cambiato la sua impaginazione.
A causa della crisi sanitaria, causata dal COVID-19, il programma ha interrotto le sue trasmissioni tra il 16 marzo e il 19 giugno 2020 . Durante questo periodo, una parte del team stava lavorando all'interno di altri reparti RTVE. La trasmissione è tornata in onda il 20 giugno 2020, con una novità importante: la riduzione della durata del programma a 30 minuti (dalle 14:30 alle 15:00) e lo spostamento del programma al sabato e alla domenica. Questi cambiamenti sono dovuti alla messa in onda del programma La hora de La 1, il nuovo magazine che va in onda dal settembre di quell'anno, nella fascia mattutina di La 1.